# 盛毓度
盛毓度（1913年—1993年7月23日），字念祖，企业家。
盛毓度祖籍常州。1913年出生于上海静安寺路斜桥盛公馆，祖父是清政府邮传大臣盛宣怀，父亲盛恩颐是汉冶萍公司总经理。
盛毓度早年就读于南洋公学。1933年留学日本，先后就读于东京成城学园(中学)及京都大学经济系，珍珠港事件爆发后回国。入工部局当日语翻译。1950年代初重赴日本。1960年，在日本东京创办留园株式会社，经营高级中国餐厅—留园饭店。
1986年，盛毓度参加上海交通大学九十周年校庆，盛宣怀铜像揭幕仪式，设立奖学金，并在上海交大闵行新校区捐献留园宾馆。
1993年7月23日，盛毓度在东京去世。归葬上海青浦“归园”华侨公墓。1994年，遗孀盛彭菊影参加常州市纪念盛宣怀诞辰150周年活动，慷慨捐赠盛毓度小学，盛彭菊影幼儿园。